# Genitiu saxó
El "genitiu saxó" correspon tradicionalment al cas genitiu possessiu dins la gramàtica anglesa tradicional on es considera un sufix en forma d'apòstrof. S'obté gràcies a un apòstrof i una s posada al final de la paraula, com per exemple: William's brother came yesterday (el germà de William va venir ahir). Aquesta construcció de genitiu és una de les poques mostres "flexives" que tenia l'anglès antic i que romanen en l'anglès modern actual. El terme de genitiu saxó es fa servir com una analogia amb el cas genitiu clàssic de la declinació del llatí.

## Formació del possessiu en anglès
L'anglès modern fa el genitiu saxó d'aquesta manera:
|          | Regular noun (noms regulars) que no acaben en "s" | Regular noun que acaben en "s"             | Irregular noun (noms irregulars)             |
| -------- | ------------------------------------------------- | ------------------------------------------ | -------------------------------------------- |
| Singular | -’s (per exemple cat's)                           | -’s or -’ (per exemple class's, goodness') | -’s (per exemple child's, ox's, mouse's)     |
| Plural   | -s' (per exemple cats')                           | -es' (per exemple classes', goodnesses')   | -'s (per exemple children's, oxen's, mice's) |

En l'anglès antic hi ha exemples d'haver estat mostrat com "his" en un exemple d'etimologia popular, per exemple "St. James his park"

## Ús
Molt utilitzat en poesia, en el llenguatge corrent només es fa servir per als noms propis sense article. El genitiu saxó s'usa després de noms de persones/animals/coses. És un error usar el genitiu saxó després d'adjectius. Els pronoms no es combinen amb la 's per formar i els possessius en el seu lloc s'usen una sèrie de pronoms possessius com his i its. Escriure aquest darrer amb una essa apostrofada és un error, ja que, per exemple, it's té sempre el significat de it is 

## Interpretació gramatical moderna
Actualment molts lingüistes posen en dubte que el genitiu saxó sigui un cas gramatical. Ho argumenten dient que s'ha convertit en una partícula clítica, que si bé sempre apareix junt al nom, ambdós estan clarament separats. Un exemple per a demostrar aquesta argumentació seria:
The ambassador of Iceland's wife was very welcome (interpretació com: L'esposa de l'ambaixador d'Islàndia va ésser molt benvinguda)
Si la 's que apareix darrere d'Iceland fos un cas del nom, aleshores l'esposa ho fora del país, Islàndia. Tanmateix, l'esposa ho és de tot el sintagma nominal "The ambassador of Iceland".
Leonard Bloomfield en el seu llibre Language (1935, pp.203-6), classificà el genitiu saxó com un determinant més, de la mateixa forma que els altres possessius (my, your, his, etc.).

## El genitiu saxó i l'Old English
En l'anglès antic (Old English) la declinació dels noms es feia d'acord amb el gènere gramatical. El genitiu saxó modern deriva dels casos masculins forts i els neutres de l'Old English. Les formes del plural són una innovació relativament moderna i no deriven directament de l'Old English.
| Gènere                        | Singular | Plural |
| ----------------------------- | -------- | ------ |
| Masculí fort-Strong masculine | -es      | -a     |
| Masculí feble-Weak masculine  | -an      | -ena   |
| Femení fort-Strong feminine   | -e       | -a     |
| Femení feble-Weak feminine    | -an      | -ena   |
| Neutre fort-Strong neuter     | -es      | -a     |
| Neutre feble-Weak neuter      | -an      | -ena   |